# Der Doppelgänger (1985, Wallroth)
Der Doppelgänger ist ein deutscher Spielfilm aus dem DEFA-Studio für Spielfilme von Werner W. Wallroth aus dem Jahr 1985.

## Handlung
Der Modefotograf Benno entdeckt, auf der Suche nach neuen Motiven, auf einem dieser Fotos einen Mann, der dem Ehemann eines seiner Mannequins zum Verwechseln ähnlich sieht. Dieses Mannequin Brigitte sitzt gerade bei seiner Frau und wertet mit dieser die Probleme mit ihrem Mann Jörg aus. Als Benno von der beabsichtigten Scheidung erfährt, kommt ihm die Idee, den Doppelgänger zur Rettung dieser Ehe einzusetzen. Auf der Suche nach ihm, landet Benno in dem Nachtclub Neidklapp, wo der Gesuchte als Pianist beschäftigt ist und Engel heißt.
Brigittes Mann ist Ingenieur und in einem Betrieb für elektrische Haushaltsgeräte beschäftigt. Deshalb ist sein Zuhause auch mit allen Geräten in der Küche ausgestattet, die der Mensch nicht braucht. Er selbst ist ein heilloser Pedant, rechthaberisch seiner Frau und seinem Kind gegenüber sowie sehr unfreundlich zu seinen Mitmenschen. Diese Unfreundlichkeit und Überheblichkeit macht auch vor seinen Kollegen nicht halt, weshalb sie ihn zur Leipziger Messe schicken, um seine Abwesenheit zu nutzen, ihn bei der Festlegung eines neuen Abteilungsleiters zu übergehen.
Am Tag nach dem Kennenlernen und der Absprache, dass Herr Engel sich als Brigittes Mann ausgeben soll, zeigt Benno diesem erst einmal die Wohnung des Ehepaares. Hier lernt er auch gleich den Sohn Ricky kennen und völlig überraschend kommt auch Brigitte mit vier Möbelträgern und einem Klavier nach Hause. Dieses hat sie gekauft, obwohl sie eigentlich nur die daran befestigten Leuchter haben will. Für Engel ist das die Gelegenheit, sich als Ehemann auszugeben, was ohne Probleme verläuft. Plötzlich kommt auch Jörg nach Hause, um sich auf die Dienstreise vorzubereiten, so dass Benno und Engel Mühe haben zu verschwinden. Dann bringt Brigitte ihren Mann zum Bahnhof.
Wieder zu Hause angekommen, hört Brigitte im Nebenzimmer jemanden Klavier spielen und sieht, dass es ihr „Mann“ ist. Sie wundert sich zwar, weil sie ihn erst vor kurzer Zeit zur Bahn gebracht hat und weshalb er plötzlich Klavier spielen kann, macht sich aber weiter keine Gedanken. Obwohl sie Befürchtungen hat, dass ihr Mann wie immer, durch seine Rechthaberei und Meckerei auffällt, stimmt sie zu, mit ihm noch auszugehen. Sie verbringen einen schönen, angenehmen Abend und beim Frühstück verhält sich „Jörg“ anders als sonst, was sich auch beim Ausflug am nächsten Tag fortsetzt. Brigitte ist so begeistert, dass sie Bennos Frau gesteht, ein Verhältnis mit ihrem eigenen Mann zu haben.
Am nächsten Morgen gelingt es Engel nicht rechtzeitig zu verschwinden, als seine „Frau“ ihn vor seiner Arbeitsstelle absetzt und er muss zwangsläufig den Betrieb betreten. Doch auch hier sind die gleichen Ergebnisse wie zu Hause zu beobachten. Seine Kehrtwende im Verhalten findet eine positive Bewertung und sogar seine Beförderung zum Vorgesetzten wird in Erwägung gezogen, denn auch hier wird der Doppelgänger nicht als solcher erkannt. Selbst als er Brigitte, die ihn am Abend verfolgt, als er die Wohnung verlässt, im Neidklapp versucht beizubringen, dass er nicht der ist, für den sie ihn hält, hat er damit keinen Erfolg.
Als Jörg Kaufmann von seinem Messebesuch zurückkehrt, ist er überrascht zu sehen, wie beliebt er plötzlich in seinem Betrieb ist. Auch den zu Hause vorfindenden Zustand findet er in Ordnung. So langsam kommt er hinter die, von seinem Freund Benno eingerührte Geschichte und macht sich auf die Suche nach seinem Doppelgänger. Da er mit der Situation aber überaus zufrieden ist, verträgt er sich mit Engel, der wiederum mit seiner Freundin keine Probleme mehr hat. Der Einzige, der die ganze Angelegenheit wohl von der ersten Minute an durchschaut hat, ist Jörgs Sohn Ricky.

## Produktion und Veröffentlichung
Die Drehorte in Berlin befanden sich am Wasserturm Prenzlauer Berg, Ostbahnhof, in der Schönhauser Allee, Karl-Marx-Allee, vor dem Deutschen Theater und auf der Fähre in Caputh.
Der Doppelgänger wurde von der Künstlerischen Arbeitsgruppe „Berlin“ unter dem Arbeitstitel Der Doppelgänger oder Wie erziehe ich meinen Vater auf ORWO-Color gedreht und hatte seine Uraufführung am 1. August 1985 im Berliner Kino International. Im Fernsehen der DDR wurde der Film das erste Mal am 30. September 1986 im 2. Programm gezeigt.
Für das Szenarium war Martin Karau verantwortlich und die Dramaturgie lag in den Händen von Anne Pfeuffer.

## Kritik
Im Neuen Deutschland meinte Horst Knietzsch:

„Da wird einiges dem Lachen des Zuschauers preisgegeben, was sich mit Überheblichkeit, unkollegialem Verhalten, Egoismus, kleinbürgerlichem Besitzstreben, Renommiersucht oder nostalgischem Sammlertick umschreiben läßt.“

In der Berliner Zeitung schrieb Günter Sobe:

„Nichts geht unter die Oberfläche. Da war wohl auch Regisseur W. W. Wallroth relativ machtlos.“

Die Kritik von G. A. in der Neuen Zeit behauptet:

„‚Der Doppelgänger‘, auf ein paar amüsante Situationen hininszeniert, bietet Sommerkino ohne höheren geistigen Anspruch, leider auch ohne große künstlerische Ambitionen.“

Das Lexikon des internationalen Films schreibt, dass es sich bei dem Film um eine bieder geratene Verwechslungskomödie handelt, die weder schauspielerisch noch inszenatorisch überzeugt.